# مانوئل روخاس (بازیکن فوتبال)
مانوئل روخاس (اسپانیایی: Manuel Rojas‎؛ زادهٔ ۱۳ ژوئن ۱۹۵۴) بازیکن سابق و مربی فوتبال اهل شیلی است.
از باشگاه‌هایی که در آن بازی کرده‌است می‌توان به باشگاه فوتبال آمریکا و باشگاه فوتبال سن‌خوزه ارث‌کوئیکز اشاره کرد.
وی همچنین در تیم ملی فوتبال شیلی بازی کرده‌است.